# لودمانسدورف
لودمانسدورف (به آلمانی: Ludmannsdorf) یک منطقهٔ مسکونی در اتریش است که در ناحیه کلاگن‌فورت-لاند واقع شده‌است. لودمانسدورف ۱٬۸۷۰ نفر جمعیت دارد.